# Солонцеве
Солонце́ве (до 1945 року — Карач-Барач, крим. Qaraç Baraç) — село Джанкойського району Автономної Республіки Крим. Населення становить 368 осіб. Орган місцевого самоврядування — Завіто-Ленінська сільська рада. Розташоване на півночі району.

## Географія
Солонцеве — село на північному заході району, в степовому Криму, висота над рівнем моря — 6 м.
Найближчі села: Мартинівка — за 4 кілометри на схід, Володине за 4 кілометри на північ і Колоски — за 2,5 км на південь-захід. Відстань до райцентру — близько 27 кілометрів, найближча залізнична станція —  Солоне Озеро — близько 18 км.

## Історія
Село утворилося від злиття двох довколишніх сіл: Карач і Барач.
Перша документальна згадка зустрічається в  Камеральному Описі Криму  ... 1784 року, судячи з якого, в останній період Кримського ханства Карач і Борач входили в Сакал кадилик Перекопського каймакамства . Після приєднання Криму до Російської імперії (8) 19 квітня 1783 року , на території колишнього Кримського Ханства була утворена Таврійська область і села були приписані до Перекопського повіту.
Згідно зі Списком населених пунктів Кримської АРСР за Всесоюзним переписом від 17 грудня 1926 року, в селі Карач-Барач, в складі скасованого до 1940 року  Тереклінської сільради Джанкойського району, значилося 37 двори, все селянські, населення становило 162 особи. У національному відношенні враховано: 139 росіян, 20 українців, 3 записані в графі «інші», діяла російська школа .
У 1944 році, після звільнення Криму від німців, згідно з Постановою ДКО № 5859 від 11 травня 1944 року, 18 травня кримські татари були депортовані в Середню Азію. 12 серпня 1944 року було прийнято постанову № ГОКО-6372с «Про переселення колгоспників в райони Криму»  та у вересні 1944 року в район приїхали перші новосели (27 сімей) з Кам'янець-Подільської і Київської областей, а на початку 1950-х років пішла друга хвиля переселенців з різних областей України .
Указом Президії Верховної Ради Російської РФСР від 18 травня 1948 року, Карач-Барач перейменували в Солонцеве .